# Barrio Primavera
Barrio Primavera es un barrio argentino ubicado en el distrito Cuadro Benegas del Departamento San Rafael, Provincia de Mendoza. Se encuentra sobre la  Ruta Nacional 144,
- Datos: Q5720781